# Arts and Law
Arts and Law（アーツ・アンド・ロー）は、東京都千代田区に事務所を置く任意団体で、アーティスト・クリエイター、文化機関およびその従事者を対象とした無料相談や、芸術法、契約、会計、税務、経理などのセミナーを実施している。主な活動スタッフは、弁護士を中心とした法律・知財・会計実務の国家資格を有する専門家である。

## 目的・事業（団体規約より）
1. 芸術・文化活動に関わる人々の自由な表現活動や、プロフェッショナルとしてのキャリア（活動歴・業績）の発展を支える基盤を整備すること
2. 芸術・文化活動の専門性を尊重しながら、状況に応じた適切な情報を丁寧にシェアしていくこと
3. 芸術・文化活動に関連する専門知識を有するだけでなく、自ら現場に関わり、アーティストの置かれた立場や思考を尊重して対話できる専門家を育てること

上記の目的を達成するため下記の事業を行う。
1. 法律・会計・知財等の専門家による芸術・文化支援の促進と普及
2. 芸術・文化支援に関する情報の収集・発信及び仲介・協力
3. 芸術・文化支援に関する調査・研究及び文化政策に関する提言・提案
4. 国内外の芸術・文化支援に関する団体・機関との交流・連携及び専門家相互の協力・連携による芸術・文化支援の推進
5. その他本団体の目的を達成するために必要な事業

## 具体的な事業内容
- 芸術文化活動に関わる人々が直面している問題について、オンライン、面談での無料相談の受付
- ボランティア弁護士との相談会（予約制）
- セミナー、ワークショップ等の開催
- 情報提供のためのWEBサイトの運営
- 新聞雑誌／オンラインメディアへの寄稿
- 美術館やアート関連団体の支援（法律・契約事務のコンサルティングやアドバイス）

## 沿革
- 2004年7月 : 任意団体「Volunteer Lawyers for the Arts Tokyo」を設立（ファウンダー：作田知樹）
- 2004年10月 : IID世田谷ものづくり学校にオフィス開設
- 2004年12月 : 「Arts and Law」に改称
- 2010年3月 : NPO法人ETIC. イノベーショングラント第3期受賞
- 2010年4月 : 東京都・東京都歴史文化財団 東京文化発信プロジェクト「東京アートポイント計画」事業共催

## 主なメディア掲載・受賞
- 2006年
  - 早稲田大学ロースクールローレビュー Law&Practice [1]
- 2007年
  - artscape 「著作権とアート」[2]
- 2010年
  - NPO法人ETIC. イノベーショングラント第3期受賞
- 2012年
  - 慶応ジャーナル 塾員インタビュー[3]